# English International School Prague
Az  English International School Prague (röviden: EISP, bejegyzett nevén: Česko Britská Základní Škola) nemzetközi iskola volt Prágában. Az angol tantervet követte és tanárainak nagy részét az Egyesült Királyságban képezték.
2018 szeptemberében egyesítették az Prague British Schoollal és felvette a Prague British International School nevet.

## Története
Az iskolát 1995-ben alapították, az első campusa Na Okruhu 395 címen volt megtalálható, Prága 4. kerületében. A campusa, amit az egyesülésig használt, a Libuš, 2007-ben nyílt meg. A campus, amit napjainkban a Prague British International School részeként használnak, 6700 négyzetméteres épülettel és 18 ezer négyzetméteres kerttel rendelkezik.
2015-ben a Nord Anglia Education bejelentette, hogy a The Juilliard Schoollal együttműködve elindítanak egy programot, hogy fejlesszék az iskoláikban a művészetek oktatását. Az EISP egyike volt ezeknek az iskoláknak. Az iskola utolsó igazgatója Mel Curtis volt. 2018-ban jelentették be az egyesülést a Prague British Schoollal, aminek részeként az English International School Prague megszűnt.

## Híres tanulók
- Mikolas Josef (1995–) – énekes, dalszerző, modell[6]